# Hypobletus exhaustus
Hypobletus exhaustus är en skalbaggsart som först beskrevs av Schmidt 1893.  Hypobletus exhaustus ingår i släktet Hypobletus och familjen stumpbaggar. Inga underarter finns listade i Catalogue of Life.